# Veracruz (Boca del Río)
Veracruz es una localidad del estado de Veracruz de Ignacio de la Llave, México. Está ubicada en el municipio de Boca del Río y forma parte de la Zona Metropolitana de Veracruz.
Anteriormente conocida como Ejido Boca del Río, la localidad de Veracruz está situada al sur de la ciudad y puerto de Veracruz, con la cual está conurbada. Veracruz es principalmente conocida por ser la sede del World Trade Center Veracruz, la USBI Veracruz, el Estadio Luis "Pirata" Fuente, el Parque Deportivo Universitario "Beto Ávila", la Unidad Deportiva Leyes de Reforma, la Expo Ganadera Ylang Ylang y su zona hotelera.

## Demografía
De acuerdo a los resultados del Censo de Población y Vivienda 2010 realizado por el INEGI, Veracruz tiene una población de 126,507 habitantes, de los cuales 59,197 son hombres y 67,310 son mujeres; lo que la convierte en la sexta localidad más poblada del estado.